# Bagnolo in Piano
Bagnolo in Piano är en ort och kommun i provinsen Reggio Emilia i regionen Emilia-Romagna i Italien. Kommunen hade 2 789 invånare (2018).